# Bad (песня U2)
«Bad» — песня ирландской рок-группы U2, седьмой трек из альбома The Unforgettable Fire 1984 года. Тематически песня посвящена героиновой зависимости, однако фронтмен группы Боно отмечал, что у него было несколько источников вдохновения во время сочинения текста. «Bad» считается одной из любимейших композиций фанатов коллектива, а также одной из наиболее часто исполняемых концертных песен U2. 12-минутное исполнение песни на благотворительном мероприятии Live Aid в 1985 году стало прорывным моментом для международной известности квартета.
Концертная версия песни фигурирует на мини-альбоме 1985 года Wide Awake in America; этот вариант композиции стал популярен на рок-радиостанциях, ориентированных на альбомные треки. В свою очередь, альбомная версия песни прозвучала в трейлере к фильму «Братья», а также во вступительной и заключительной частях киноленты «Забирая жизни».
Поставивший на 3-е место альбом The Unforgettable Fire в рейтинге лучших пластинок группы, музыкальный портал Louder Sound назвал «Bad» «возможно, лучшей песней в карьере U2».

## История создания
Импровизированный гитарный рифф, сочинённый Эджем во время джем-сейшна в за́мке Слейн,  где U2 записывали альбом The Unforgettable Fire, стал началом рождения песни «Bad». Черновой вариант трека был закончен за три дубля. О его непосредственном и живом характере Эдж говорил следующее: «Есть один момент, когда [барабанщик] Ларри [Маллен-младший] откладывает в сторону щётки и берёт палочки, создавая ту самую паузу, которая имеет невероятно драматический эффект». Позднее продюсер Брайан Ино добавил в песню секвенсорное арпеджио, которые звучит на всём её протяжении.
Рецессия начала 1980-х привела к появлению большого числа героиновых наркоманов в центральной части Дублина. На концертах фронтмен группы Боно часто объявлял эту песню как песню о Дублине. Эдж и продюсеры альбома, Ино и Даниэль Лануа, были сосредоточены на музыке и меньше интересовались лирикой произведений. По словам Боно, он оставил песню недоработанной.
Во время концерта 3 декабря 1984 года в нью-йоркском Radio City Music Hall Боно сказал, что песня была посвящена героиновой проблеме и что он написал её для друга, а также для самого себя. Обсуждая этот комментарий во время радиоинтервью 17 декабря 1984 года, вокалист отметил: «Ну, мне кажется, я сказал, что написал песню для своего друга; я также сказал, что и для самого себя, потому что ты можешь быть зависимым от чего угодно. И, знаете, эта песня не только о героине: она о многих вещах. На самом деле, ни одна из наших песен не посвящена только чему-то определённому».
Впоследствии Боно ещё несколько раз комментировал историю создания песни. Так, во время концерта в Чикаго в 1987 году фронтмен заявил, что «Bad» повествует о его друге, умершем от передозировки героина, а также об условиях, в которых такие события, возможно, могут повторяться в будущем. На другом концерте (в Великобритании) Боно подчеркнул, что эта композиция о людях, лежащих в сточных канавах с «иглами, свисающими из их грёбаных рук, в то время как богатое население живёт с полным безразличием к страданиям менее успешных [граждан]». В 1987 году во время шоу в Гётеборге он сказал: «Я написал слова о моём друге; его звали Гарет Сполдинг, в свой 21-й день рождения он и его друзья решили подарить себе такое количество героина в вены, которое отправило его на тот свет. Эта песня называется „Bad“».
Во время концерта 26 июля 2011 года в Питтсбурге Боно объявил перед исполнением «Bad», что песня была написана для «очень особенного человека, который находится здесь, в вашем городе, который вырос на Сидарвуд-роуд. Мы написали эту песню о нём и мы сыграем её для него сегодня». Он имел в виду Энди Роуэна, который присутствовал на шоу в тот вечер. Роуэн — брат друзей Боно Дерека и Питера Роуэнов из уличной шайки «Lypton Village», который изображён на обложках альбомов Boy и War.

## Концертные исполнения
«Bad» — одна из самых популярных песен в концертном сет-листе коллектива. Адаптация тщательно продуманных и сложных музыкальных текстур композиции под концертное исполнение оказалась нелёгкой задачей для музыкантов и продюсеров перед началом турне The Unforgettable Fire Tour. Одним из решений послужили запрограммированные секвенсоры, которые группа раньше использовала с неохотой. Секвенсоры широко использовались в мелодии песни «Bad».
Студийную версию «Bad» раскритиковали как «незаконченную», «размытую» и «несфокусированную», но группа сочла, что на сцене она имеет больше смысла, чем в альбомной записи. Так, обозреватель журнала Rolling Stone, раскритиковавший альбомную версию песни, охарактеризовал её концертный вариант «гвоздём программы».
Будучи одним из основных концертных элементов U2 в 1980-х, «Bad» также часто исполнялась в течение первых четырёх этапов Zoo TV Tour, в 1992—1993 годах. После этого песня не звучала на концертах группы вплоть до четвёртого этапа PopMart Tour (1997 и 1998 годы), вернувшись в концертный сет-лист группы во время Elevation Tour 2001 года и периодически исполнялась во время Vertigo Tour в 2005 и 2006 годах (иногда даже в качестве заключительной песни). Очень редко группа возвращалась к ней во время туре U2 360° Tour, чуть чаще — в период гастролей Innocence + Experience Tour.
Боно известен тем, что нередко вставляет отрывки из других песен в концертное исполнение «Bad». За всю карьеру коллектива он добавлял текст из более чем 50 различных композиций, от коротких цитат — в одну строчку — до нескольких куплетов. Эти отрывки обычно поются после фразы «I’m not sleeping». Фронтмен мог включить до шести различных отрывков в одно исполнение «Bad». Выступления без хотя бы одного такого отрывка крайне редки для концертной версии песни.

### Live Aid
«Ужасный звук, ужасные причёски, и ещё мы не исполнили в конце наш главный хит „Pride“, потому что вокалист пошёл брататься со зрителями. Группа хотела меня уволить, но всё в итоге обернулось одним из лучших дней в наших жизнях. Как я могу всё это объяснить? Вы давайте лучше Бога спросите. Он лучше знает».
U2 были одними из участников благотворительного концерта Live Aid, организованного для помощи голодающим в Эфиопии и проходившего на стадионе Уэмбли 13 июля 1985 года. Они отыграли 12-минутную версию «Bad», которая была дополнена отрывками из «Satellite of Love» и «Walk on the Wild Side» Лу Рида, а также «Ruby Tuesday» и «Sympathy for the Devil» The Rolling Stones. Во время выступления Боно спрыгнул со сцены, чтобы обняться и потанцевать с фанаткой. В 2005 году девушка, с которой он танцевал, находившаяся в первом ряду, чтобы посмотреть на дуэт Wham!, рассказала, что музыкант действительно фактически спас ей жизнь. Она была зажата толпой людей, напирающих сзади; Боно заметил это и начал отчаянно жестикулировать стюардам, чтобы те помогли ей выбраться. Однако представители технической бригады так и не поняли, о чём он просит, поэтому фронтмен спрыгнул вниз, чтобы помочь ей самостоятельно. Спасение и танец с девушкой попали в прямой эфир, транслировавшийся на весь мир через спутник. Выступление было настолько продолжительным, что группа смогла отыграть лишь две песни из запланированных трёх, исключив свою самую хитовую на тот момент песню «Pride (In the Name of Love)», которая должна была закрывать их выступление. Концерт стал прорывным моментом для группы, продемонстрировав многомиллионной телевизионной аудитории личную связь, которую Боно смог установить с аудиторией. Только через неделю Боно понял, что танец с фанаткой стал ключевым символом Live Aid. После выступления на благотворительном концерте все альбомы U2 вновь вернулись в музыкальные чарты Британии.
Следом за этим началась американская и мировая слава коллектива, поэтому музыканты впоследствии были благодарны «звериному» инстинкту Боно, который искал возможность блеснуть, проделал всё неуклюже, но искренне, и получил в итоге бонусы за смелость. «Нас на самом деле очень удивило, что люди повсюду постоянно говорили о выступлении U2», — вспоминал Эдж. — «Я думал, это шутка такая. Я был уверен, что мы облажались. Но где-то через неделю я начал понимать, что на самом деле произошло. Боно искал контакта с аудиторией и в буквальном смысле снёс все барьеры, чтобы получить его в физическом смысле».

## Другие релизы песни
Концертная версия «Bad» открывает мини-альбом Wide Awake in America (1985). Эта композиция была записана на NEC Arena в Бирмингеме — 12 ноября 1984 года, во время саундчека. Одной из её особенностей являются предварительно записанные ритм-треки. Также в этой версии нет фрагментов других песен по причинам защиты авторского права. Впоследствии группа официально выпустила ещё три версии «Bad». Отредактированный вариант песни из альбома The Unforgettable Fire фигурирует в сборнике The Best of 1980–1990; за исключением скрытой версии «October», «Bad» — единственная композиция из этой компиляции, которая не выпускалась в качестве сингла. В дополнение к концертному исполнению, включённому в Wide Awake in America, живая версия композиции, записанная во время турне The Joshua Tree Tour (1987) фигурирует в рокументари «Rattle and Hum» (1988), а вариант трека, сделанный во время гастролей Elevation Tour (2001), появляется в концертном фильме Elevation: Live from Boston. Ещё одна живая версия «Bad» была включена в концертный альбом Live from the Point Depot, выпущенный на цифровом бокс-сете The Complete U2 2004 года.